# Свирский, Алексей Иванович
Алексей Иванович Свирский (26 сентября [8 октября] 1865, Санкт-Петербург (по другим данным Житомир), Российская империя— январь 1942, Москва, СССР) — русский писатель-беллетрист.

## Биография

памятная доска в Ростове-на-Дону

Могила Свирского на Введенском кладбище в Москве

Родился в бедной еврейской семье (отец был кровельщиком на табачной фабрике, мать прислугой). С 12 лет Свирский путешествовал по всей России, был в Персии и Турции, бывал в тюрьмах, ночлежных домах и притонах. Работал портовым грузчиком, упряжным в донецких шахтах, чернорабочим на вышках Баку, на виноградниках и табачных плантациях Кавказа и Бессарабии. В 17 лет под влиянием сестры, вышедшей замуж за русского и проживавшей в Москве, Свирский принял православие и имя Алексей Иванович.
Первое стихотворение Свирского, посвящённое памяти А. Кольцова, было напечатано в 1892 году в газете «Ростовские н/Д известия». С этих пор Свирский начал регулярно писать очерки «из босяцкой жизни». Первые книги — «Ростовские трущобы», «По тюрьмам и вертепам», «Погибшие люди» — вышли в 1893, 1895, 1898, получив одобрение критика Скабичевского. Свирским написано около 20 книг — рассказов, очерков, повестей и пьес.
После Октябрьской революции вступил в партию большевиков. В период гражданской войны был в Красной армии, с 1921 года принимал участие в работе Всероссийского союза писателей. В 1922 переехал в Москву. Один из первых членов новосозданного Союза писателей СССР (с 13 мая 1934 года).
В 1927 принял участие в коллективном романе «Большие пожары», публиковавшемся в журнале «Огонёк».
С 1928 по 1940 год работал над автобиографической книгой «История моей жизни» (1929-40), повестью в пяти частях где, в том числе, поднимается проблема антисемитизма.
Умер в январе 1942 года. Похоронен на Введенском кладбище (27 уч.).

## Творчество
Темы произведений Свирского: жизнь городского «дна», ремесленного пролетариата, еврейской бедноты, фабричных рабочих, шахтеров, обывателей, интеллигенции и другие. Особое место в творчестве Свирского занимает изображение детей и подростков городской окраины. Свирский изображает яркие и красочные картины жизни полунищей и совершенно нищей детворы, вынужденной с ранних лет в ожесточённой борьбе добывать себе кусок хлеба («Дети улицы», «Первый выход», «Вор» и опубликованная в 1901 г. повесть «Рыжик» — наиболее популярные произведения Свирского о детях).
Автобиографическая повесть «История моей жизни» рисует тяжёлое детство автора, его скитальческую голодную жизнь, жестокую борьбу за существование и «постепенное осознание порочности существовавшего общественного строя».
Свирский стоял у истоков детской пролетарской литературы, он продолжил развитие темы «маленького человека».

## Сочинения
- Собрание сочинений, 6 тт. СПб.: изд. «Освобождение», 1909—1916 (т. VI — изд. «Северные дни»).
- Полное собр. сочин., с автобиограф. и критико-биограф. очерком И.Кубикова, 10 тт. М.: Зиф, 1928—1930.
- История моей жизни. М.: Советский писатель, 1935.